# Berliner Burschenschaft Gothia
Die Berliner Burschenschaft Gothia ist eine pflichtschlagende Studentenverbindung in Berlin. Sie ist Mitglied des Korporationsverbandes Deutsche Burschenschaft.

## Geschichte
Am 5. März 1890 wurde die Gothia-Charlottenburg gegründet, zunächst als freies Corps. Schon am 5. Juni 1891 wandelte sie sich in eine freie Burschenschaft um und wurde im folgenden Wintersemester 1891/92 in den Niederwalder-Deputierten-Convent als Dachverband der technischen Burschenschaften aufgenommen. Später gelangte sie mit einem seiner Nachfolgeverbände in die Deutsche Burschenschaft. Bereits am 24. Januar 1877 entstand die Gothia-Berlin als nicht farbentragender „Akademischer Stenographen-Verein Gabelsberger“ zur wissenschaftlichen Behandlung stenographischer Fragen. 1904 wurde öffentlich Couleur angelegt (dunkelrot-gold-blau, dunkelrote Samtmütze) und 1912 der Name in „Akademische Verbindung Gothia“ geändert. 1921 trat Gothia Berlin dem Allgemeinen Deutschen Burschenbund bei und wandelte sich damit zur Burschenschaft um. 
Die Gleichschaltung der Studentenverbindungen im Nationalsozialismus sorgte auch bei beiden Bünden für gravierende Umwälzungen. Gothia Berlin schloss sich am 8. Oktober 1933 gemeinsam mit den anderen ADB-Burschenschaften Obotritia Berlin und Sigambria Charlottenburg der Burschenschaft Neogermania Berlin an. Neogermania trat nach der Auflösung des ADB 1934 in die Deutsche Burschenschaft ein, suspendierte 1935 und bildete eine Kameradschaft Carl von Clausewitz des NSDStB. Gothia Charlottenburg bildete eine eigenständige Kameradschaft Waßmuß.
Gothia Charlottenburg eröffnete nach dem Zweiten Weltkrieg 1950 zunächst einen Aktivenbetrieb an der TU Darmstadt, am 7. Januar 1951 folgte ein paralleler Aktivenbetrieb in Berlin. Gothia Charlottenburg und die ehemalige ADB-Burschenschaft Gothia fusionierten am 10. Oktober 1951 zur Berliner Burschenschaft Gothia mit den Farben der Gothia Charlottenburg und dem Gründungsdatum der Gothia Berlin. Die Darmstädter Gothia spaltete sich 1955 wegen Streits um die Bestimmungsmensur, die die Mensur ablehnenden Mitglieder traten schließlich am 1. Mai 1955 aus und gründeten kurz darauf die bis heute bestehende, nichtschlagende und mittlerweile gemischte Darmstädter Burschenschaft Gothia mit anderen Farben. Die mensurbejahenden Mitglieder der Darmstädter Gothia wurden 1966 in die Berliner Gothia übernommen. Von 1970 bis 1976 war Gothia suspendiert und zwischenzeitlich nur fakultativ schlagend. Im Jahr 2016 war die Berliner Burschenschaft Gothia Vorsitzende der Deutschen Burschenschaft.

## Veranstaltungen und Ausrichtung
Die Gothia bietet ihren Mitgliedern bei „Burschenschaftlichen Abenden“ Veranstaltungen verschiedener Inhalte an. Dabei traten mehrfach rechtskonservative, neurechte und rechtsextreme Referenten wie Alfred Mechtersheimer, Erik Lehnert, Horst Mahler, Michael Paulwitz, Jost Bauch und Hans-Thomas Tillschneider auf. Auch der ehemalige Berliner Bürgermeister Eberhard Diepgen sprach als Alter Herr der Berliner Burschenschaft Saravia bei der Gothia. In seiner Funktion als Antisemitismusbeauftragter sprach Daniel Alter am 12. Februar 2014 im Haus der Berliner Burschenschaft Gothia bei einem Burschenschaftlichen Abend der „Vereinigung Alter Burschenschafter zu Berlin (VAB)“, veranstaltet von der Burschenschaft Gothia in Kooperation mit der Sängerschaft Borussia Berlin, zum Thema: „Gemeinsam über Aufklärung gegen latenten und offenen Antisemitismus“. Auch Peter Brandt, Sohn des früheren Bundeskanzlers Willy Brandt, war Referent. Im Jahr 2005 hielt der frühere Kanzleramtsminister Egon Bahr (SPD) bei der Gothia einen Vortrag, was innerparteiliche Diskussionen in der SPD auslöste und zu einem Beschluss des Bundesparteitages führte, dass die Mitgliedschaft in einer Burschenschaft mit der in der SPD unvereinbar sei. Dieser Beschluss wurde später dahingehend entschärft, dass nur eine Mitgliedschaft in einer Burschenschaft der Burschenschaftlichen Gemeinschaft unvereinbar mit einer SPD-Mitgliedschaft ist, und 2014 erneut auf alle Mitgliedsbünde der Deutschen Burschenschaft ausgeweitet.

## Verbindungshaus
Das Gothenhaus ist das Verbindungshaus der Gothia in Berlin-Zehlendorf. Das Haus wird in der Szene auch „braune Wolfsschanze in Zehlendorf“ genannt. „Hinter der Fassade sammelt sich eine Auswahl der härtesten Rechtsextremen der Republik.“
2006 wurde im Verbindungshaus eine „Kleine deutsche Kunstausstellung“ mit Werken von Georg Sluyterman von Langeweyde, Ernst von Dombrowski und Rudolf Warnecke durchgeführt, die zuvor bei der Burschenschaft Danubia München gezeigt worden war. Nach Ansicht des Bayerischen Landesamts für Verfassungsschutz müsse sich der Veranstalter solcher Ausstellungen „fragen lassen, ob er nicht nur in künstlerischer, sondern auch in politischer Hinsicht den Nationalsozialismus für vorbildhaft“ halte. Der Titel der Ausstellung habe unverhohlen auf die Große Deutsche Kunstausstellung Bezug genommen, die zwischen 1937 und 1944 im Münchner Haus der Deutschen Kunst die Kunst im Nationalsozialismus präsentierte.
2010 veranstalteten die Hinterleute des rechtsextremen Blogs Politically Incorrect (PI) ihre Weihnachtsfeier in der Zehlendorfer Villa. 2016 veranstaltete die Berliner AfD in der Villa ein Grillfest für „Parteifreunde und Förderer“, an dem auch Mitglieder der Identitären Bewegung teilnahmen. 2017 feierte die Identitäre Bewegung selbst ein Fest in dem Haus und richtete dort im gleichen Jahr eine Werbeveranstaltung für ihre ausländerfeindliche Initiative Defend Europe aus. Im Gothenhaus fand zwischen 2015 und 2018 auch der sogenannte „Staatspolitische Salon“ des neurechten Instituts für Staatspolitik statt, der von Erik Lehnert organisiert wurde.

## Schülerverbindung
1981 wurde aus dem Umfeld der Gothia die Berliner Schülerverbindung Iuvenis Gothia mit Sitz im Gothenhaus gegründet, in der unter anderem Michael Büge und Robbin Juhnke Mitglied waren.

## Mitgliedschaften
Gothia gehörte von 1920 bis 1999 dem Rheinischen Ring ursprünglich technischer Burschenschaften an. Die Aktivitas war bis November 2012 Mitglied der Burschenschaftlichen Gemeinschaft. Mit der Burschenschaft Markomannia Greifswald unterhält Gothia ein Freundschaftsverhältnis.

## Bekannte Mitglieder
- Ernst Berliner (1880–1957), Mikrobiologe und Biochemiker
- Christoph Birghan (* 1970), Biologe, Patentanwalt, Politiker (AfD)
- Ernst Wilhelm Bohle (1903–1960), Politiker (NSDAP), Reichstagsmitglied, Staatssekretär im Auswärtigen Amt und Leiter der NSDAP/AO[26]
- Jannik Brämer, Aktivist der Identitären Bewegung und früherer Funktionär der Jungen Alternative (JA) in Berlin und Brandenburg[27][28]
- Michael Büge (* 1966), Kaufmann, Politiker (CDU, AfD), ex-Staatssekretär der Berliner Senatsverwaltung, Fraktionsgeschäftsführer im Landtag Rheinland-Pfalz[29][30]
- Maik Bunzel (* 1984), Rechtsanwalt, Rechtsrocksänger, nationalsozialistischer Aktivist[31] (2006 noch als Fuchs ausgetreten[32])
- Joel Bußmann (* 1993), Politiker (AfD) in Berlin und Brandenburg,[33] früherer Referent von Andreas Kalbitz[27]
- Benjamin Filter (* 1981), Dokumentar, Politiker (AfD), Mitglied des Landtages Brandenburg
- Samuel Goy (1879–1949), Agrikulturchemiker
- Hans Grade (1879–1946), Flugpionier
- Otto Greiß (1876–1945), Architekt, Stadtplaner und Baubeamter
- Erich Gritzbach (1896–1968), Staatsbeamter und SS-Führer (1926 ausgetreten)
- Otto Haibach (1897–1999), Kartograph und Markscheidekundler
- Paul Hart (1884–1970), Verwaltungsbeamter, Senatsdirektor
- Christian Johnen (1862–1938), Senatspräsident am Oberlandesgericht und Stenografiewissenschaftler
- Dominik Kaufner (* 1983), Historiker, Gymnasiallehrer, Politiker (AfD), Mitglied des Landtages Brandenburg
- Georg Knorr (1859–1911), Ingenieur und Unternehmer (Knorr-Bremse)
- Martin Kohler, Landesvorsitzender der JA Berlin und AfD-Bezirksverordneter in Berlin-Wilmersdorf[19]
- Steffen Kotré (* 1971), Wirtschaftsingenieur und Mitglied des Bundestages (AfD)
- Nikolaus Kramer (* 1976), Landtagsabgeordneter in Mecklenburg-Vorpommern (AfD)
- Ludwig Krieger (1887–1974), Parlamentsstenograph des Reichstages und Bundestages
- Walther Kuhla (1907–1989), Jurist, Landrat des Landkreises Aachen
- Peter Kurth (* 1960), Jurist, Lobbyist, Politiker (ex-CDU), langjähriger Vorstand und 2024 Erster Vorsitzender der „Vereinigung Alter Gothen“[19]
- Hans Müllenbrock (1908–1998), Landrat (NSDAP)
- René Nehring (* 1975), Publizist
- Markus Roscher-Meinel (* 1963), Rechtsanwalt und Politiker (FDP, CDU, BfB, Piratenpartei, AfD)
- Philipp Runge, Referent bei der AfD-Fraktion im Deutschen Bundestag,[19] früherer Sprecher der Gothia[34]
- Jörg Sobolewski (* 1989),[33] Berliner AfD-Politiker (Platz 7 der Landesliste für die Bundestagswahl 2017)[21]
- Fritz Tödt (1897–1984), Zuckertechnologe
- Max Wiessner (1885–1946), Zeitungsverleger

Mitgliederverzeichnis:
- Willy Nolte (Hrsg.): Burschenschafter-Stammrolle. Verzeichnis der Mitglieder der Deutschen Burschenschaft nach dem Stande vom Sommer-Semester 1934. Berlin 1934. S. 1005.